# Egnasia microsema
Egnasia microsema är en fjärilsart som beskrevs av George Francis Hampson 1926. Egnasia microsema ingår i släktet Egnasia och familjen nattflyn. Inga underarter finns listade i Catalogue of Life.